# Encymachus livingstonei
Encymachus livingstonei är en spindelart som beskrevs av Simon 1902. Encymachus livingstonei ingår i släktet Encymachus och familjen hoppspindlar. Inga underarter finns listade i Catalogue of Life.